# 籃球統計
籃球比賽中的統計數字是用來評估一個球員或一個球隊的表現的。

## 例子
籃球統計數據的例子包含： 
- GM, GP; GS: 出賽場數; 先發場數
- PTS: 得分
- FGM, FGA, FG%: 投籃命中數, 出手數與命中率
- FTM, FTA, FT%: 罰球命中數, 出手數與命中率
- 3FGM, 3FGA, 3FG%: 三分球命中數, 出手數與命中率
- REB, OREB, DREB: 籃板, 進攻籃板, 防守籃板
- AST: 助攻
- STL: 抄截
- BLK: 阻攻
- TO: 失誤
- EFF: 效率: NBA的效率計算方式: (得分 + 籃板 + 助攻 + 抄截 + 阻攻 − ((投籃出手數 − 投籃命中數) + (罰球出手數 − 罰球命中數) + 失誤))
- PF: 犯規
- MIN: 分鐘
- AST/TO: 助攻失誤比
- PER: 球員效率指數

每場比賽的平均用*PG 表示(例如: BLKPG 或 BPG、 STPG 或 SPG、 APG、 RPG 和 MPG)。 也有將球員的統計數據除以上場時間，再乘以48分鐘(假設他打完整場比賽) ，表示為* per 48 min。或 * 48M。
一名球員在一場比賽中，得分、籃板、助攻、抄截和阻攻五項數據中的任兩項取得兩位數稱為雙十，任三項達兩位數稱為大三元，任四項稱為大四喜，大四喜是極為罕見的（在NBA只出現過四次），還有一個 5x5，指在上述5項統計數據中的每一項都至少取得5。 
NBA還在其網站發布了一個簡單的效率統計數據，以EFF表示，由公式得出。 儘管這個公式可以很方便地將球員的數據轉換成一個數字表示，但它並沒有得到統計學界的重視，ESPN的籃球統計學家John Hollinger提出的球員效率指數被更廣泛地應用於衡量球員的整體效率。

## 節奏相關數據
節奏相關數據的例子包含 
- Pace：每場比賽獲得球權的次數（通常在 60 到 75 之間）
- PPP : 球隊每一次球權可以得到的分數，不會考慮pace
- TO% :失誤率，衡量球隊在得分前失去球權的頻率